# Angarsk
Angarsk (in russo Анга́рск?) è una città nell'oblast' di Irkutsk, nella Siberia sudorientale; si trova sulle sponde del fiume Angara nei pressi della confluenza in esso dell'affluente Kitoj, a 5150 km da Mosca. La città è capoluogo del distretto omonimo.
Angarsk è una città recentissima, essendo stata fondata nel 1948 come centro industriale; ottenne lo status di città solo tre anni più tardi, nel 1951.
La città è un'importante fermata lungo la ferrovia Transiberiana.

## Popolazione

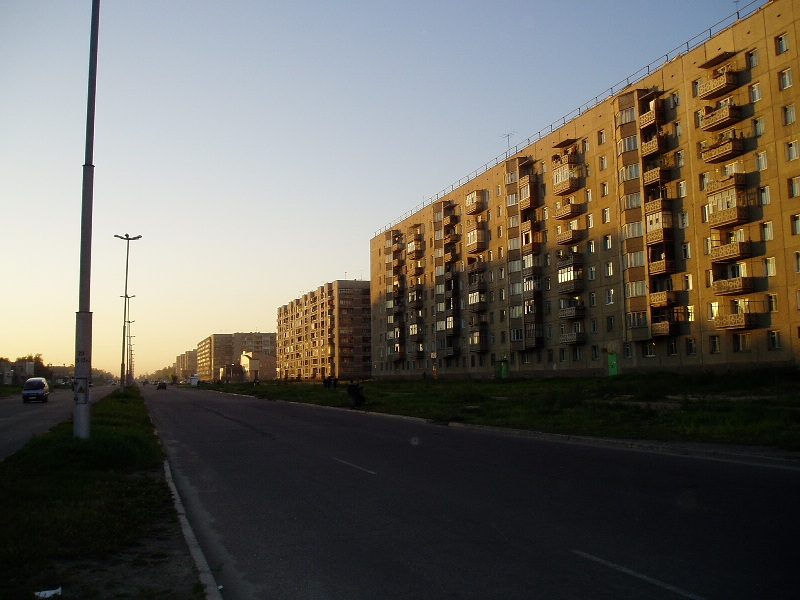
"Angarsky Prospekt": Una via della città

Fonte: mojgorod.ru
| 1959    | 1970    | 1979    | 1989    | 1992    | 2002    | 2007    |
| ------- | ------- | ------- | ------- | ------- | ------- | ------- |
| 134 400 | 203 000 | 238 800 | 265 800 | 268 800 | 247 118 | 244 100 |

## Amministrazione

### Gemellaggi
- Mytišči
- Jinzhou